# Dubbeltje op zijn kant

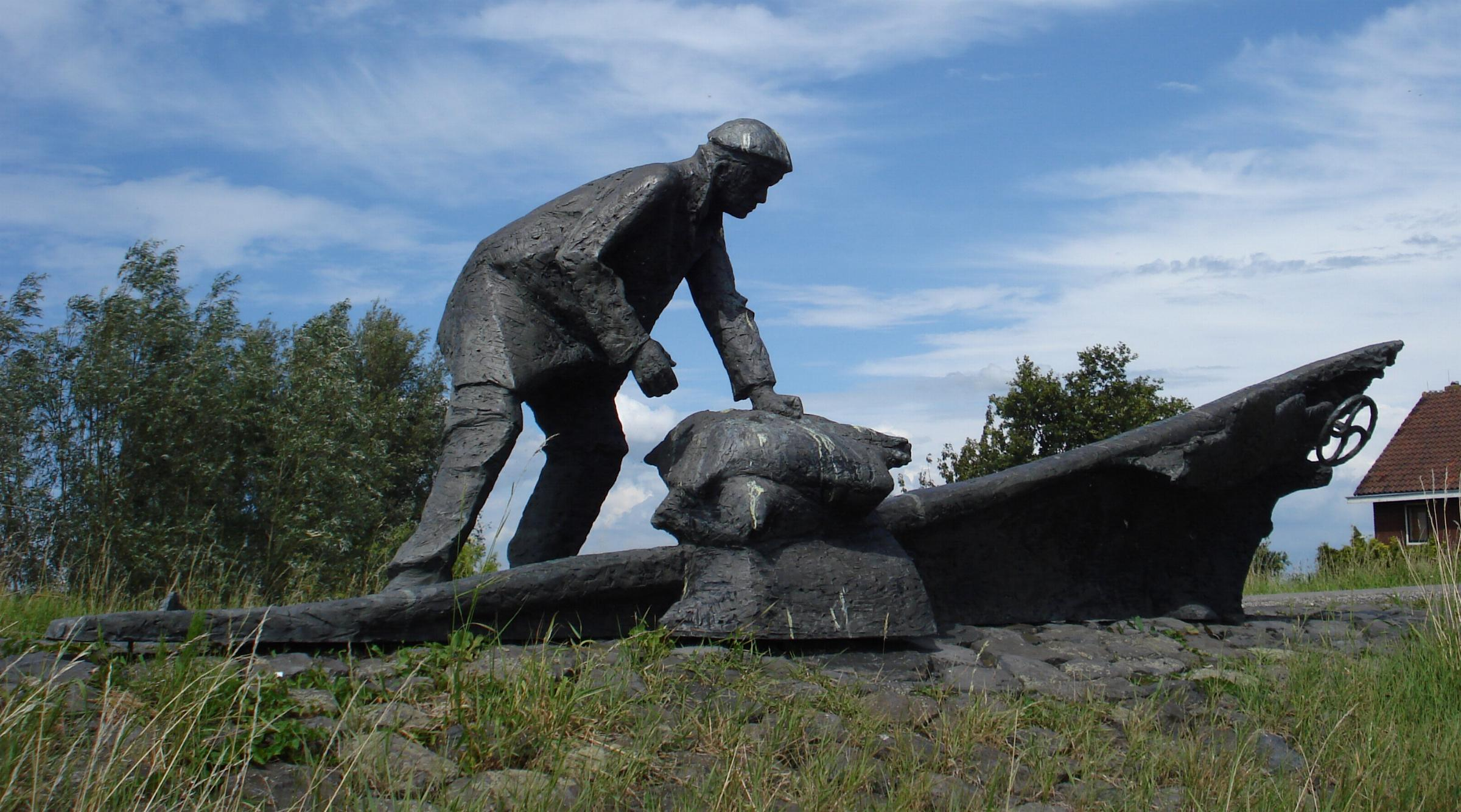

Dubbeltje op zijn kant is een monument bij de Groenendijk in Nieuwerkerk aan den IJssel. Het is gemaakt ter nagedachtenis aan de dijkdoorbraak van de Hollandse IJssel tijdens de watersnoodramp in 1953. Het beeld, dat bestaat uit een bootje met daarnaast Arie Evegroen, werd ontworpen door Roel Bendijk en werd in op 12 oktober 1983 in aanwezigheid van Evegroen onthuld.
Een ramp, waarbij een groot deel van Zuid-Holland met in totaal ongeveer 3 miljoen inwoners onder water zou kunnen komen te staan, kon worden voorkomen door het 18 meter lange binnenvaartschip 'de Twee Gebroeders' voor het inmiddels 15 meter grote gat in de dijk te varen, en daarmee het gat als een plug grotendeels af te sluiten. Meteen daarna werd het schip gestabiliseerd met zandzakken.
Het schip was door burgemeester Vogelaar van Nieuwerkerk aan den IJssel in het nabijgelegen café gevorderd van de aanwezige binnenvaartschipper Arie Evegroen